# Chaman Zamīn
Chaman Zamīn är en ort i Iran.   Den ligger i provinsen Östazarbaijan, i den nordvästra delen av landet, 500 km nordväst om huvudstaden Teheran. Chaman Zamīn ligger 2 042 meter över havet och antalet invånare är 144.
Terrängen runt Chaman Zamīn är lite bergig. Runt Chaman Zamīn är det ganska glesbefolkat, med 27 invånare per kvadratkilometer. Närmaste större samhälle är Khvājeh, 19,3 km söder om Chaman Zamīn. Trakten runt Chaman Zamīn består i huvudsak av gräsmarker.